# Algorithmus von Tarjan zur Bestimmung starker Zusammenhangskomponenten
Der Algorithmus von Tarjan (nach seinem Erfinder Robert Tarjan) dient in der Graphentheorie zur Bestimmung der starken Zusammenhangskomponenten (SZKn) eines gerichteten Graphen.

## Idee
Die Grundidee des Algorithmus besteht darin, von einem Startknoten ausgehend eine Tiefensuche im Graphen durchzuführen. Die starken Zusammenhangskomponenten (SZKn) bilden dabei Teilbäume des Tiefensuchbaumes, die Wurzeln dieser Bäume heißen Wurzeln der Zusammenhangskomponenten.
Die Knoten werden in der Reihenfolge, in der sie besucht werden, auf einem Stack abgelegt. Kehrt die Tiefensuche aus einem Unterbaum zurück, werden die Knoten wieder vom Stack genommen und ausgegeben, dabei wird jedes Mal entschieden, ob es sich bei dem Knoten um die Wurzel einer Zusammenhangskomponente handelt. Wenn ja, zeigt der Algorithmus an, dass die bisher ausgegebenen Knoten eine SZK bilden.

## Die Wurzeleigenschaft
Beim Zurückkehren aus einem Unterbaum muss für jeden Knoten festgestellt werden, ob er die Wurzel einer Zusammenhangskomponente ist. Dazu wird jedem Knoten v neben dem Tiefensuchindex v.dfs, welcher die Knoten in der Reihenfolge durchnummeriert, in der sie bei der Tiefensuche "entdeckt" werden, ein Wert v.lowlink zugeordnet, wobei
v.lowlink := min {v'.dfs: v' ist von v über beliebig viele Kanten des Graphen erreichbar, gefolgt von maximal einer weiteren Kante (v", v'), wobei v" und v' in derselben SZK liegen}
Es gilt: v ist die Wurzel einer Zusammenhangskomponente genau dann, wenn v.lowlink = v.dfs ist. v.lowlink kann während der Tiefensuche so berechnet werden, dass der Wert zum Zeitpunkt der Abfrage bekannt ist.

## Der Algorithmus in Pseudocode
```
Eingabe: Graph G = (V, E)

maxdfs := 0                      // Zähler für dfs
U := V                           // Menge der unbesuchten Knoten
S := {}                          // Stack zu Beginn leer
while (es gibt ein v0 in U) do   // Solange es bis jetzt nicht erreichte Knoten gibt
  tarjan(v0)                     // Aufruf arbeitet alle von v0 erreichbaren Knoten ab
end while

procedure tarjan
(v)
v.dfs := maxdfs;           // Tiefensuchindex setzen
v.lowlink := maxdfs;       // v.lowlink <= v.dfs
maxdfs := maxdfs + 1;      // Zähler erhöhen
S.push(v);                 // v auf Stack setzen
U := U \ {v};              // v aus U entfernen
forall (v, v') in E do     // benachbarte Knoten betrachten
  if (v' in U)
    tarjan(v');            // rekursiver Aufruf
    v.lowlink := min(v.lowlink, v'.lowlink);
  // Abfragen, ob v' im Stack ist. 
  // Bei geschickter Realisierung in O(1).
  // (z.
 
B. Setzen eines Bits beim Knoten beim "push" und "pop") 
  elseif (v' in S)
    v.lowlink := min(v.lowlink, v'.dfs);
  end if
end for
if (v.lowlink = v.dfs)     // Wurzel einer SZK
  print "SZK:";
  repeat
    v' := S.pop;
    print v';
  until (v' = v);
end if
```

### Bemerkungen
1. Aufwand: Die Prozedur tarjan wird für jeden Knoten genau einmal aufgerufen; die forall-Schleife betrachtet also jede Kante insgesamt höchstens zweimal. Des Weiteren muss aber nicht zu jedem Knoten eine Kante gehören. Die Laufzeit des Algorithmus ist also linear in der Anzahl der Kanten plus der Anzahl der Knoten von G.

## Beispiel-Implementierung des Algorithmus in Python
```
# Hinweis: "SZK" bedeutet "Stark zusammenhängende Komponente (des Graphen)"

class
 
Knoten
:

    
__slots__
 
=
 
[
'kanten'
,
 
'index'
,
 
'szkindex'
,
 
'besucht'
]

    
def
 
__init__
(
self
,
 
*
kanten
):

        
self
.
kanten
 
=
 
kanten
  
# Liste der Namen der Knoten, zu denen dieser Knoten führt

        
self
.
index
 
=
 
0
        
# Der Index dieses Knotens im Graphen. Wird im Verlauf des Algorithmus gesetzt

        
self
.
szkindex
 
=
 
0
     
# Der Knoten mit dem niedrigsten Index in der aktuellen SZK. Wird ebenfalls im Verlauf gesetzt

        
self
.
besucht
 
=
 
False
  
# dieser Switch-Wert wechselt für alle Knoten im Graph bei jedem Aufruf von `tarjan(graph)`

# Derselbe Graph wie in obiger Visualisierung

graph
 
=
 
{

    
'a'
 
:
 
Knoten
(
'b'
),

    
'b'
 
:
 
Knoten
(
'c'
),

    
'c'
 
:
 
Knoten
(
'd'
,
 
'e'
),

    
'd'
 
:
 
Knoten
(
'a'
,
 
'e'
),

    
'e'
 
:
 
Knoten
(
'c'
,
 
'f'
),

    
'f'
 
:
 
Knoten
(
'g'
,
 
'i'
),

    
'g'
 
:
 
Knoten
(
'f'
,
 
'h'
),

    
'h'
 
:
 
Knoten
(
'j'
),

    
'i'
 
:
 
Knoten
(
'f'
,
 
'g'
),

    
'j'
 
:
 
Knoten
(
'i'
),

}

def
 
tarjan
(
graph
):

    
if
 
not
 
graph
:

        
return

    
knotenzähler
 
=
 
0

    
pfad
,
 
schnellzugriff
 
=
 
[],
 
set
()

    
besucht
 
=
 
not
 
next
(
iter
(
graph
.
values
()))
.
besucht
  
# Gegenteil der .besucht-Attribute der Knoten im Graph

    
def
 
besuche
(
knotenname
,
 
aufruflevel
=
0
):
  
# aufruflevel wird hier nur fürs prettyprinting, nicht für den Algorithmus benötigt

        
nonlocal
 
knotenzähler

        
knoten
 
=
 
graph
[
knotenname
]

        
if
 
knoten
.
besucht
 
==
 
besucht
:

            
return

        
# Diesen Knoten besuchen

        
knoten
.
index
 
=
 
knotenzähler

        
knoten
.
szkindex
 
=
 
knotenzähler

        
knotenzähler
 
+=
 
1

        
pfad
.
append
(
knotenname
);
 
schnellzugriff
.
add
(
knotenname
)

        
knoten
.
besucht
 
=
 
besucht

        
prettyprint
(
'initialisiert'
,
 
knotenname
,
 
knoten
,
 
aufruflevel
)

        
# Nachbarknoten besuchen

        
for
 
kante
 
in
 
knoten
.
kanten
:

            
nächster
 
=
 
graph
[
kante
]

            
if
 
nächster
.
besucht
 
!=
 
besucht
:

                
besuche
(
kante
,
 
aufruflevel
 
+
 
1
)

                
knoten
.
szkindex
 
=
 
min
(
knoten
.
szkindex
,
 
nächster
.
szkindex
)

            
else
:

                
prettyprint
(
'bereits besucht'
,
 
knotenname
,
 
knoten
,
 
aufruflevel
,
 
kante
=
kante
)

                
if
 
kante
 
in
 
schnellzugriff
:

                    
knoten
.
szkindex
 
=
 
min
(
knoten
.
szkindex
,
 
nächster
.
index
)

        
prettyprint
(
'alle kanten besucht'
,
 
knotenname
,
 
knoten
,
 
aufruflevel
)

        
# SZKs ausgeben

        
if
 
knoten
.
szkindex
 
==
 
knoten
.
index
:

            
szk
 
=
 
[]

            
while
 
True
:

                
pfadknotenname
 
=
 
pfad
.
pop
();
 
schnellzugriff
.
remove
(
pfadknotenname
)

                
szk
.
append
(
pfadknotenname
)

                
if
 
pfadknotenname
 
==
 
knotenname
:

                    
break

            
prettyprint
(
'szk gefunden'
,
 
knotenname
,
 
knoten
,
 
aufruflevel
,
 
szk
=
szk
)

    
# Algorithmus starten

    
for
 
knotenname
 
in
 
graph
:

        
besuche
(
knotenname
)

# Diese Funktion wird hier nur verwendet um den Verlauf des Algorithmus zu visualisieren. Der Algorithmus ist davon unabhängig.

def
 
prettyprint
(
ereignis
,
 
knotenname
,
 
knoten
,
 
aufruflevel
,
 
kante
=
None
,
 
szk
=
None
):

    
einrückung
 
=
 
aufruflevel
 
*
 
'   '

    
sprecher
 
=
 
f
"
{
einrückung
}{
knotenname
}
"

    
if
 
ereignis
 
==
 
'initialisiert'
:

        
if
 
knoten
.
kanten
:

            
kantenstring
 
=
 
', '
.
join
(
knoten
.
kanten
)

            
print
(
f
"
{
sprecher
}
: Initialisiert. Besuche nun 
{
kantenstring
}
"
)

        
else
:

            
print
(
f
"
{
sprecher
}
: Initialisiert. Keine Kanten"
)

    
elif
 
ereignis
 
==
 
'bereits besucht'
:

        
print
(
f
"
{
sprecher
}
: 
{
kante
}
 bereits besucht"
)

    
elif
 
ereignis
 
==
 
'alle kanten besucht'
:

        
if
 
knoten
.
kanten
:

            
print
(
f
"
{
sprecher
}
: Alle Kanten besucht"
)

    
elif
 
ereignis
 
==
 
'szk gefunden'
:

        
if
 
len
(
szk
)
 
>
 
1
:
  
# Wir sind hier nur an SZKs interessiert die mehr als einen Knoten enthalten

            
szk
.
reverse
()

            
szk
.
append
(
szk
[
0
])

            
szk
 
=
 
' -> '
.
join
(
szk
)

            
print
(

                
f
'
{
sprecher
}
: SZK gefunden!
\n\n
'

                
f
'
{
einrückung
}
   
{
szk
}
\n
'

            
)

# Aufruf des Algorithmus

tarjan
(
graph
)

# Ausgabe:

#

# a: Initialisiert. Besuche nun b

#    b: Initialisiert. Besuche nun c

#       c: Initialisiert. Besuche nun d, e

#          d: Initialisiert. Besuche nun a, e

#          d: a bereits besucht

#             e: Initialisiert. Besuche nun c, f

#             e: c bereits besucht

#                f: Initialisiert. Besuche nun g, i

#                   g: Initialisiert. Besuche nun f, h

#                   g: f bereits besucht

#                      h: Initialisiert. Besuche nun j

#                         j: Initialisiert. Besuche nun i

#                            i: Initialisiert. Besuche nun f, g

#                            i: f bereits besucht

#                            i: g bereits besucht

#                            i: Alle Kanten besucht

#                         j: Alle Kanten besucht

#                      h: Alle Kanten besucht

#                   g: Alle Kanten besucht

#                f: i bereits besucht

#                f: Alle Kanten besucht

#                f: SZK gefunden!

#

#                   f -> g -> h -> j -> i -> f

#

#             e: Alle Kanten besucht

#          d: Alle Kanten besucht

#       c: e bereits besucht

#       c: Alle Kanten besucht

#    b: Alle Kanten besucht

# a: Alle Kanten besucht

# a: SZK gefunden!

#

#    a -> b -> c -> d -> e -> a

```